# 復興島駅
座標: 北緯31度16分57.9秒 東経121度33分26.4秒 / 北緯31.282750度 東経121.557333度
復興島駅（ふっこうとうえき）は、上海市楊浦区復興島に位置する上海地下鉄12号線の駅。

## 駅構造
島式ホーム1面2線の地下駅。ホームドア設置。

## 歴史
- 2013年12月29日 - 12号線開業。

## 隣の駅
上海地下鉄
■12号線
愛国路駅 - 復興島駅 - 東陸路駅